# Axel Springer Award
Der Axel Springer Award ist eine jährlich vergebene Auszeichnung an herausragende Persönlichkeiten, die „außergewöhnlich innovativ sind, neue Märkte schaffen und Märkte verändern, Kultur formen und sich ihrer gesellschaftlichen Verantwortung stellen“. Die nicht mit einem Geldpreis verbundene Auszeichnung wurde 2016 erstmals vergeben. Die Preisträger werden vom Vorstand des Verlagshauses Axel Springer SE ausgewählt.

## Die Preisträger
- 2016: Mark Zuckerberg[2]
- 2017: Timothy Berners-Lee[3][4][5]
- 2018: Jeff Bezos[6]
- 2019: Shoshana Zuboff[7]
- 2020: Elon Musk[8]
- 2021: Uğur Şahin und Özlem Türeci[9]
- 2022: Wolodymyr Oleksandrowytsch Selenskyj[10]
- 2023: Satya Nadella[11]